# Urner Kantonalbank
Die Urner Kantonalbank mit Sitz in Altdorf ist die Kantonalbank des Kantons Uri. Sie wurde 1915 gegründet und ist in Form einer öffentlich-rechtlichen Anstalt organisiert. Die Bank ist Marktführer im Kanton Uri und verfügt über neun Geschäftsstellen. Die Urner Kantonalbank beschäftigt 100 Mitarbeiter (Vollzeitstellen) und hatte per Ende 2024 eine Bilanzsumme von 3,8 Milliarden Schweizer Franken.

## Besitzverhältnisse und geschäftliche Schwerpunkte
Die Urner Kantonalbank ist als öffentlich-rechtliche Anstalt organisiert und gehört zu 100 Prozent dem Kanton Uri.
Wie die grosse Mehrheit aller Kantonalbanken verfügt auch das Urner Institut über eine sogenannte Staatsgarantie. Das heisst, der Kanton haftet für die Verbindlichkeiten der Bank, soweit deren eigene Mittel nicht ausreichen.
Die Urner Kantonalbank ist eine Universalbank, deren Geschäftsschwerpunkte traditionell im Retail Banking, im Hypothekargeschäft, im Private Banking und im Bankgeschäft mit kleinen und mittleren Unternehmen innerhalb des eigenen Kantonsgebietes liegen. 

## Organisation
Oberstes Aufsichtsorgan der Urner Kantonalbank ist der Bankrat. Dieser setzt sich aus sieben Mitgliedern zusammen und wird zurzeit von Heini Sommer präsidiert. Vizepräsident ist Karsten Döhnert. Die Mitglieder und das Präsidium des Bankrats bestimmt der Landrat des Kantons Uri. Alt-Ständerat Oswald Ziegler war auch Präsident des Bankrats.
Die operative Leitung liegt bei der Geschäftsleitung. Diese setzt sich aus drei Mitgliedern zusammen und wird von Christoph Bugnon geleitet.

## Kennzahlen
Kennzahlen per 31. Dezember 2024:
- Jahresgewinn: CHF 20,6 Mio.
- Bilanzsumme: CHF 3'826 Mio.
- Gesamtablieferung an Kanton: CHF 10 Mio.
- Personalbestand: 100 Mitarbeitende (Vollzeitstellen)
- Geschäftsstellen: 6